# S107 (Amsterdam)
De S107 (stadsroute 107) is een verkeersweg in de Nederlandse gemeente Amsterdam en een van de weinige S-wegen die niet uitkomt op de S100.
De S107 begint in De Aker op de S106 en gaat via de zuidzijde van Osdorp via de Pieter Calandlaan, Baden Powellweg en Plesmanlaan richting Slotervaart. Vervolgens via de Johan Huizingalaan en Henk Sneevlietweg.
Na de aansluiting met de Ring A10 buigt de weg af richting het noorden via de Aalsmeerweg en Haarlemmermeerstraat door de wijken Schinkelbuurt en Hoofddorppleinbuurt. Hier sluit de S107 bij het Surinameplein weer aan op de S106.
De S107 heeft ook een zijtak via de Oude Haagseweg richting de A4, maar is alleen op de A4 aangegeven als onderdeel van de S107. Deze zijtak maakt officieel dan geen onderdeel uit van de S107.
Ringweg A10 (Ringweg-West, -Noord / -Oost / -Zuid)

Overige autosnelwegen:
voorheen Muiderstraatweg (A1) · 
Utrechtseweg (A2) · 
Haagseweg (A4) · 
Westrandweg (A5) · 
Coentunnelweg (A8) ·
Gaasperdammerweg (A9)

Stadsroutes:
S100 ·
S101 ·
S102 ·
S103 ·
S104 ·
S105 ·
S106 ·
S107 ·
S108 ·
S109 ·
S110 ·
S111 ·
S112 ·
S113 ·
S114 ·
S115 ·
S116 ·
S117 ·
S118

Overige wegen:
Gooiseweg ·
Haarlemmerweg ·
Nieuwe Leeuwarderweg ·
Nieuwe Utrechtseweg

Knooppunten:
Amstel ·
Coenplein ·
De Nieuwe Meer ·
Holendrecht ·
Watergraafsmeer